# Yakiimo
Yakiimo (japansk: 焼き芋, Yaki-imo "bagt sød kartoffel") er en bagt eller braset sød kartoffel, der er en traditionel japansk snack. Den kom til Japan fra Kina (烤红薯, kǎo hóngshǔ, "stegt rød kartoffel") via Korea (군고구마, gungoguma).
Yakiimo bliver især spist i den kolde del af året. Ligesom i Kina og Korea sælges den traditionelt af gadehandlere, der ofte synger en traditionel sang dertil. Deres popularitet i Asien kan sammenlignes med ristede kastanjer i Europa.
Tilberedningen på gaden sker på specielle anhængere, små biler eller kærrer. Der skelnes mellem to former for tilberedning. En udbredt måde er at bage eller brase på varmt grus (i så fald kalder man det 石焼き芋, ishiyakiimo, "sten-"), hvorved de søde kartofler bliver endnu sødere. En anden måde at tilberede på er på specielle gitre på trækulsovne, uden at de søde kartofler kommer i berøring med kulbriketterne. Det er også muligt at tilberede retten derhjemme med særlige apparater.
De rosafarvede søde kartofler "satsuma-imo" anses for at være særligt egnede til yakiimo.